# Ботанический сад Черновицкого национального университета
Ботанический сад Черновицкого национального университета (укр. Ботанічний сад Чернівецького національного університету), также известный как Черновицкий ботанический сад (укр. Чернівецький ботанічний сад), — охраняемая природная территория, ботанический сад общегосударственного значения в Украине, расположенный в городе Черновцы.
Площадь ботанического сада составляет 3,5 га. Он относится к научным подразделениям Черновицкого национального университета имени Юрия Федьковича. Пост директора природоохранного объекта занимает кандидат биологических наук Татьяна Деревенко.

## История

### Возникновение и формирование ботанического сада

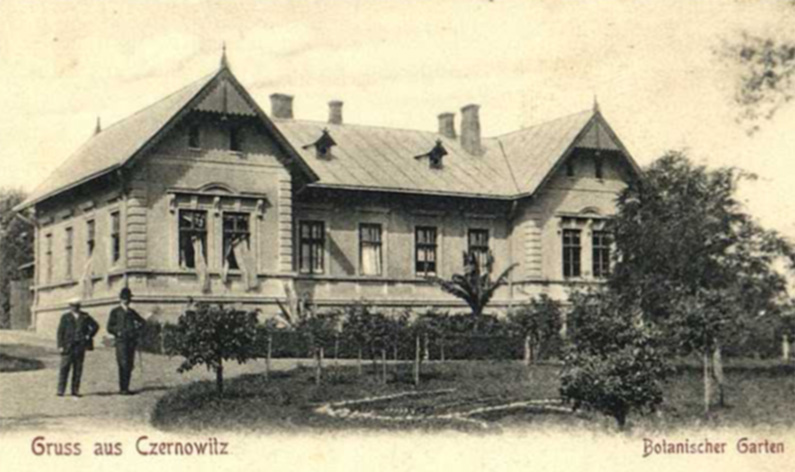
Главный корпус Ботанического сада (начало XX в.)

Ботанический сад заложили в 1877 году согласно указу австрийского министерства образования. Проект создания сада был реализован магистратом города, для чего была выкуплена земля у крестьян. Участок будущего ботанического сада граничил с городским парком, поэтому к нему была присоединена и территория парка. Земельный участок под сад располагался на окраине города и использовался как пастбище, там же располагались дома и огороды. Процесс создания ботанического сада растянулся на 11 лет. Главой природоохранной территории стал австрийский профессор Эдуард Тангль, который в то же время занимал пост заведующего кафедрой ботаники в Черновицком университете. Саженцы кустов и деревьев привозили с территории Австрии из Мускауэрского питомника, выращивались северо-американские виды деревьев и кустов. Высадка первых саженцев проходила под руководством и по проекту садовода Кароля Бауэра. Он тогда проживал во Львове и для работы над ботаническим садом приехал в Черновцы, став первым научным руководителем этой природоохранной территории.
В 1880—1890 годах происходило формирование ботанического сада как научного центра. Кароль Бауэр продолжал работал над развитием его территории до 1894 года. Им же была заложена основа участка, определён его архитектурный облик и направление в деятельности ботанического сада.

### Ботанический сад в XX—XXI веках
С 1918 года началась производиться культивация растений, распространённых на территории Буковины. Природоохранная территория сада оказалась в подчинении Института ботаники. Во время Второй мировой войны часть древесных насаждений была уничтожена. После 1940-х годов территория ботанического сада была передана в распоряжение Черновицкого национального университета. Основными направлениями в развитии природоохранной территории стали акклиматизация и интродукция лекарственных, эфиромасличных, кормовых и плодовых растений. В послевоенное время в ботаническом саду производились восстановительные работы.
В 1947 году в нём насчитывалось 223 вида интродуцированных растений. В восстановлении сада принимали участие работники Черновицкого государственного университета: И. В. Артемчук и Г. Х. Молотковский. Разнообразие видов растений увеличилось — появилось более 500 новых видов растений.
В 1950-х и 1960-х годах учёными З. К. Костевичем, Б. К. Терменом и В. Л. Данищуком в саду проводились научные исследования. Изучались состав интродуцированных растений, динамика плодоношения и сезонное развитие растений. В 1956 году к территории черновицкого ботанического сада был присоединён дендрарий, ранее принадлежавший резиденции буковинских митрополитов. Площадь, занятая насаждениями аборигенных видов, составляла 4,8 га. В 1963 году ботанический сад в Черновцах был объявлен природоохранной территорией республиканского значения. В 1969 году он получил статус научного учреждения.
В 1970-х годах была возведена двухэтажная оранжерея. Объектом природоохранного фонда ботанический сад стал в 1983 году.
В 1992 году его территория приобрела общегосударственное значение.
В 2008 году начались ремонтно-строительные работы на территории сада. Реконструкции подлежала оранжерея, в которой произрастали реликтовые растения, в том числе секвоядендрон и финиковая пальма. Оранжерея несколько лет была закрыта для посетителей из-за аварийного состояния. В процессе ремонтных работ были возведены новые стены и установлены колонны, необходимые для перекрытия крыши. Высота здания была увеличена до 22,5 метров.
Ботанический сад является местом проведения экскурсий. В 2015 году обзорные экскурсии начинали проводиться с 5 мая, в период цветения нарциссов, тюльпанов и магнолий.

## Описание
В планировке ботанического сада присутствуют элементы ландшафтного стиля. Растения размещались в асимметричных пропорциях, насаждения деревьев и кустов чередовались с открытыми участками садовой территории. При планировании ботанического сада были сохранены горизонтальные и вертикальные пропорции панорамы. Растения размещались согласно систематическим признакам. Были сформированы экспозиции, имевшие географический характер, высаживались виды растений из Восточной Азии, Северной Америки и Южной Европы. Элементы регулярного стиля не получили распространения на этой территории. Они наблюдаются в оформлении корпуса и входа. В саду есть низкие стриженые бордюры, созданные из самшита вечнозеленого. Тропы проложены чёткими линиями, сформированы цветочные клумбы.

## Растения

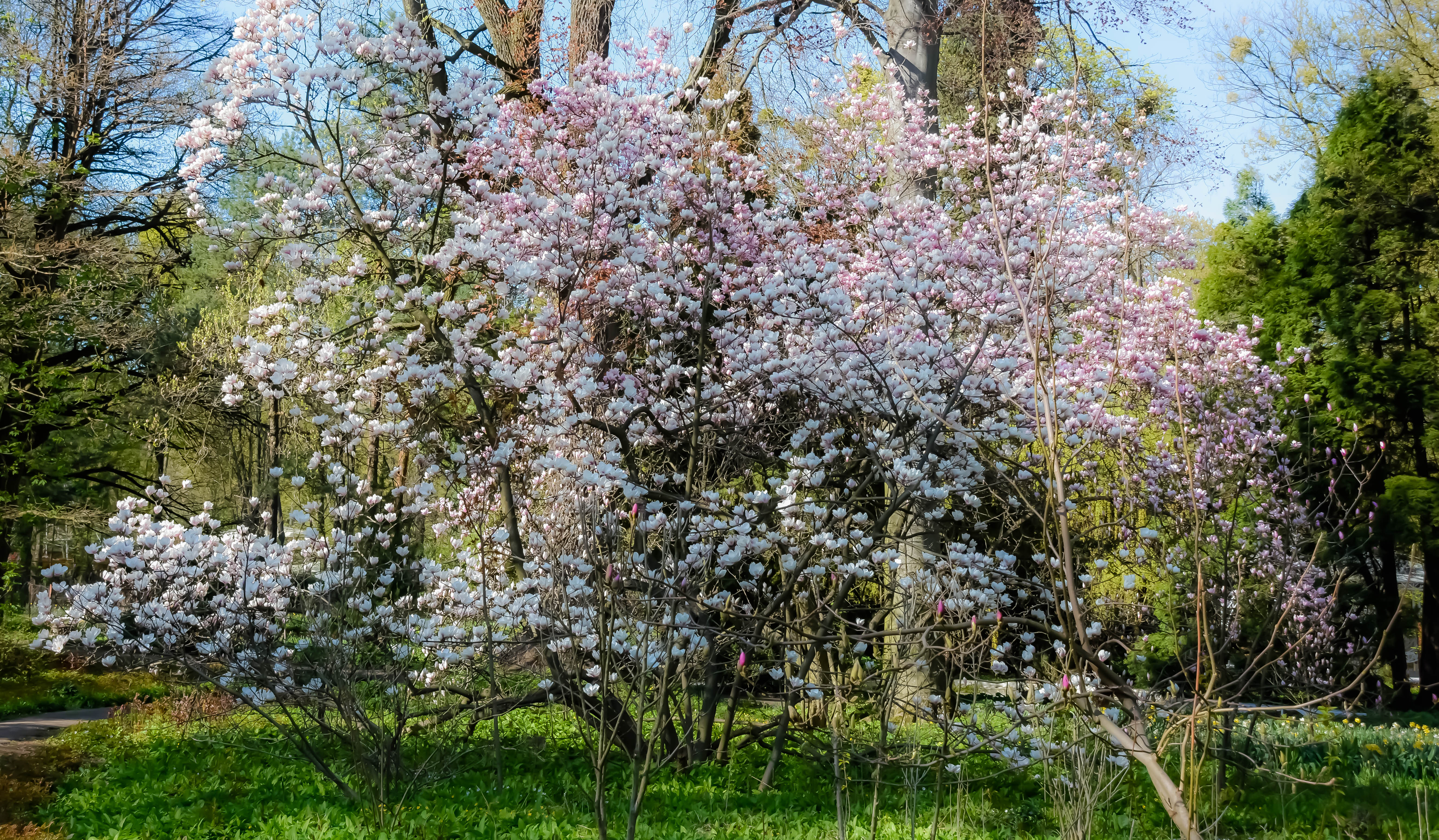
Цветущая магнолия

На территории ботанического сада растёт белый тополь, который был высажен Эдуаром Таглем. Согласно некоторым источникам, это было первое дерево, высаженное на территории сада. По другим же это сделал референт университета Юлиус Вацель. Современный ботанический сад разделён на несколько отделов: дендрологии, парковедения, тропических растений, субтропических растений, травянистых растений. Функционирует гербарий и семенная лаборатория. В оранжерее, площадь которой составляет 525 м², произрастают 920 видов тропических растений. Лиственные породы представлены 755 таксонами, хвойные растения — в количестве 437 видов. Весной в ботаническом саду начинают цвести тюльпаны, магнолии, ландыши. В дендрарии растёт 768 видов и 385 декоративных форм, сортов и разновидностей растений. Работа гербария и лаборатории способствует проведению научных исследований в различных областях, в частности в исследовании интродукции растений.
Получили в ботаническом саду распространение и тюльпаны. Их здесь представлено более 100 сортов, имеющих различный цвета — кремовые, красные, оранжевые и жёлтые. Произрастают также фиолетовые и розовые тюльпаны, в которых присутствует чёрная звёздочка внутри. Нарциссы представлены 70 видами, магнолии — 18 видами (среди которых выделяется магнолия Суланжа возрастом в 70-80 лет)с. Магнолії Суланжа мають вік 70—80 років.

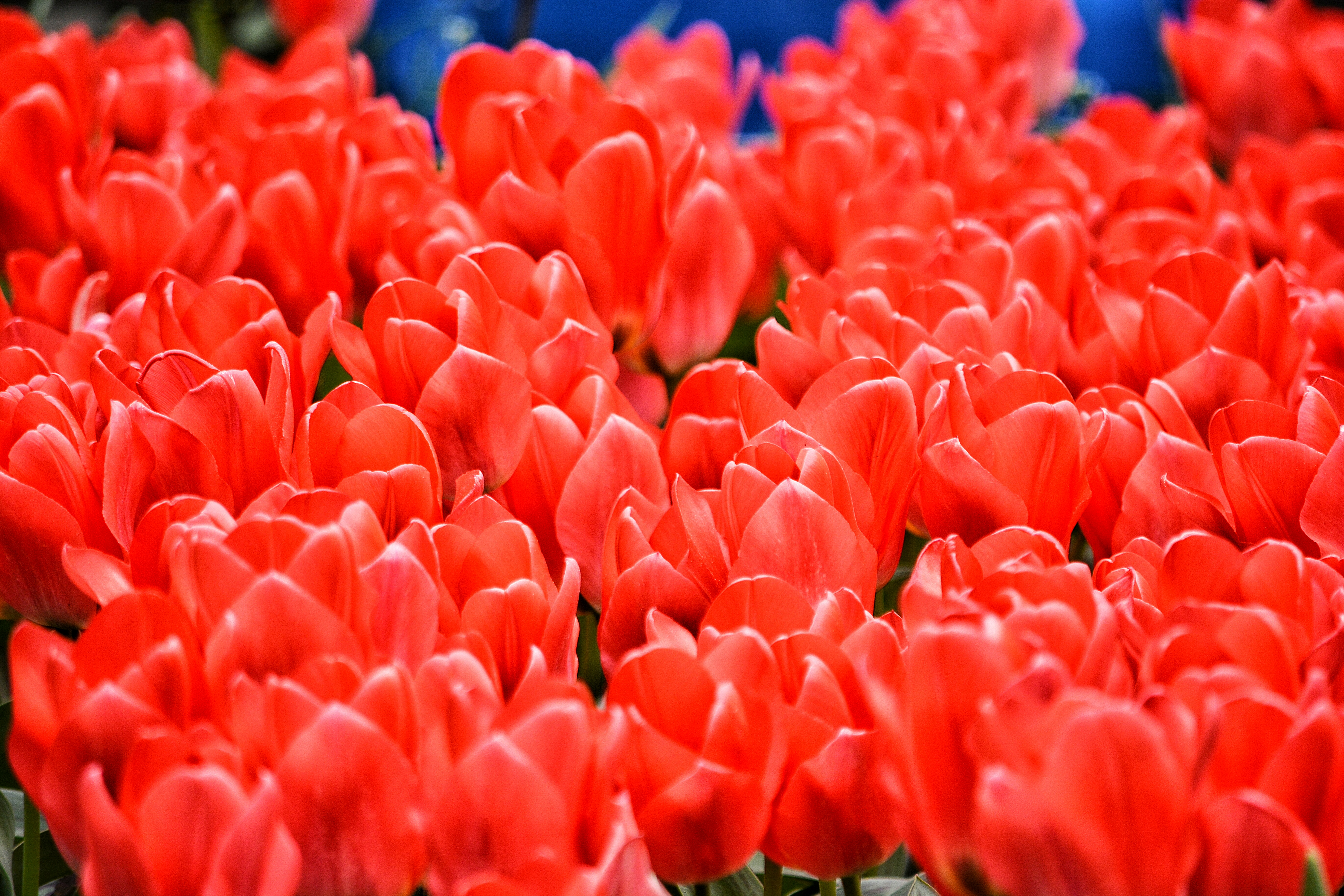
Тюльпаны, растущие на территории Ботанического сада

В XXI веке коллекция интродуцированных растений достигла количества в 1500 видов. Каждый год ботанический сад пополняется семенами из различных стран. Растения высаживаются в карантинный рассадник, где за ними ведётся систематическое наблюдение. Такой способ позволяет выявить вредителей и болезни, которые могут попасть в сад вместе с семенами. Сад пополняется семенами карпатских растений. Ежегодно выпускается каталог, в котором содержится информация о собранных семенах.